# Steadit

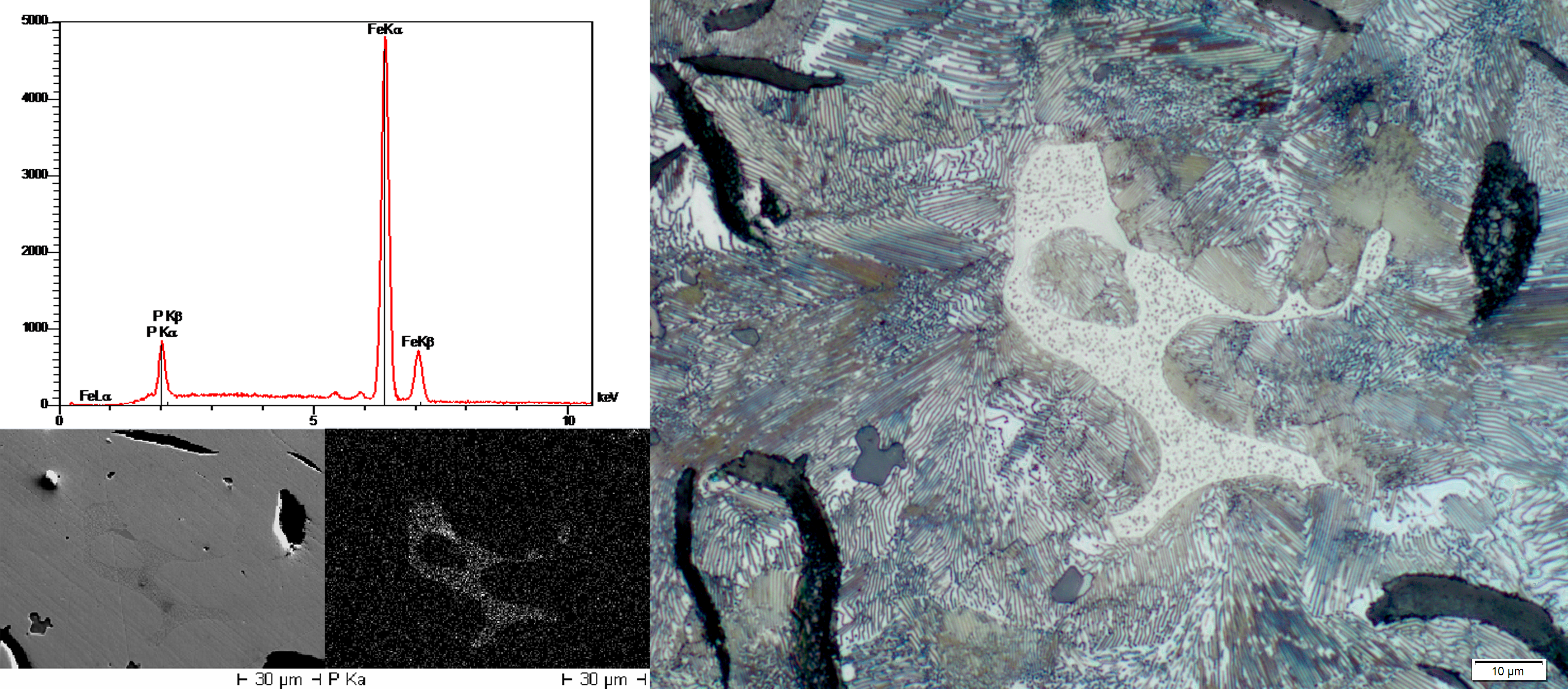
EDX-Analyse, lichtmikroskopische Aufnahme von Steadit

Als Steadit (oder Phosphideutektikum) bezeichnet man ein ternäres Eutektikum bestehend aus den drei Elementen Eisen, Phosphor und Kohlenstoff (90,71 % Fe + 6,89 % P + 2,4 % C bei 950 °C). In der Regel gilt Steadit als ein Gefügefehler im Gusseisen.

## Entstehung
Der Steadit wird direkt aus der Schmelze heraus gebildet. Wird diese abgekühlt, scheidet sich zuerst γ-Mischkristall (γ-MK) aus. Die verbleibende Schmelze reichert sich nun mit Kohlenstoff an und  es beginnt mit Erreichen der binär-eutektischen Zusammensetzung von Eisen und Kohlenstoff die Ausscheidung von Ledeburit (γ-MK + Fe3C).  Die Temperatur dieser Reaktion wird mit zunehmendem Phosphorgehalt zu tieferen Temperaturen verschoben (0 % P = 1147 °C). Bei 950 °C ist der ternär-eutektische Punkt erreicht und die Restschmelze erstarrt mit der Bildung des ternären Eutektikums, bestehend aus Fe3C + Fe3P + γ-MK. Bei weiterer Abkühlung sinkt das Lösungsvermögen des γ-MK für Kohlenstoff und Phosphor. Bei 745 °C zerfällt der γ-MK in Perlit (α-MK + Fe3C).

## Anwendungsbereich
Steadit ist mitunter eine gewollte Gefügekomponente, da sie mit einer Härte von 700 HBW bis 800 HBW eine sehr harte Phase darstellt. Im Vergleich dazu besitzt Perlit eine Härte zwischen 250 HBW bis 350 HBW. Um durch Steadit eine Erhöhung der Verschleißfestigkeit zu erreichen, muss dieser ein zusammenhängendes Phosphidnetzwerk bilden.